# Antiochos (Bildhauer)

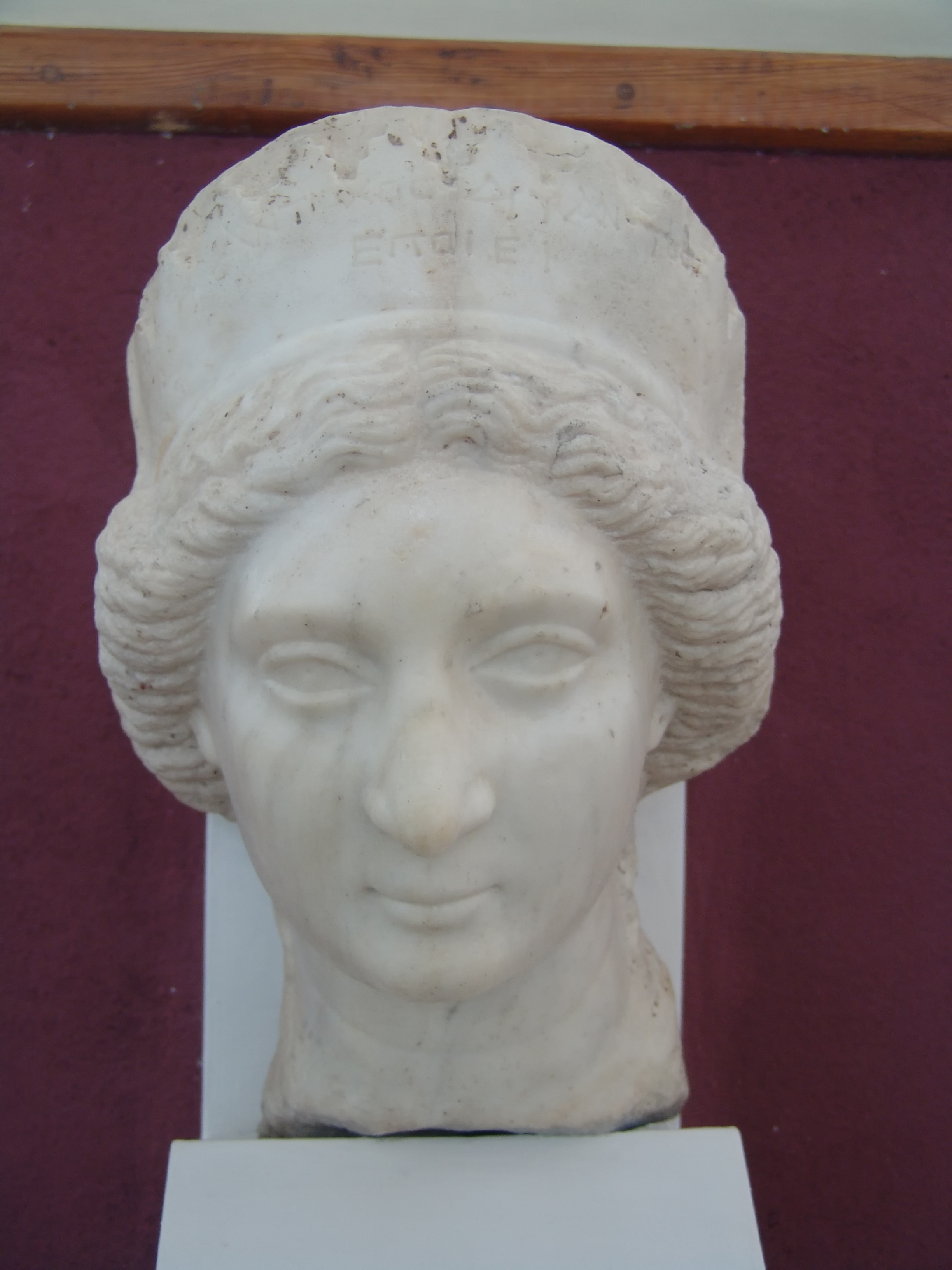
Frauenkopf aus Susa, von Antiochos signiert

Antiochos war ein antiker Bildhauer, der vielleicht am Ende des ersten oder am Beginn des zweiten Jahrhunderts nach Christus wirkte. Er ist nur von seiner Signatur auf der Zinnenkrone eines marmornen Frauenkopfes aus Susa bekannt, wo er sich als Sohn des Dryas bezeichnet. Der Frauenkopf wird oftmals der Königin Musa, die um die Zeitenwende regierte, zugeordnet. Das Werk datiert stilistisch jedoch an die Wende zum zweiten Jahrhundert n. Chr. und stellt vielleicht eher die Gemahlin eines lokalen Herrschers dar.

## Anmerkung
1. ↑  Vgl. auch Robert Fleischer: Griechische Kunst in Iran vor der Partherzeit. In: Wilfried Seipel (Hrsg.): 7000 Jahre persische Kunst. Meisterwerke aus dem Iranischen Nationalmuseum in Teheran: Eine Ausstellung des Kunsthistorischen Museums Wien und des Iranischen Nationalmuseums in Teheran. Kunsthistorisches Museum, Wien 2001, S. 220–226, hier: S. 224.

| Personendaten    | Personendaten                      |
| ---------------- | ---------------------------------- |
| NAME             | Antiochos                          |
| KURZBESCHREIBUNG | antiker Bildhauer                  |
| GEBURTSDATUM     | 1. Jahrhundert oder 2. Jahrhundert |
| STERBEDATUM      | 2. Jahrhundert oder 3. Jahrhundert |